# Ovatella
Ovatella är ett släkte av snäckor som beskrevs av Bivona 1832. Ovatella ingår i familjen dvärgsnäckor.
Släktet innehåller bara arten Ovatella myosotis.